# NGC 3770
NGC 3770 é uma galáxia espiral barrada (SBa) localizada na direcção da constelação de Ursa Major. Possui uma declinação de +59° 37' 02" e uma ascensão recta de 11 horas, 37 minutos e 58,7 segundos.
A galáxia NGC 3770 foi descoberta em 19 de Março de 1790 por William Herschel.